# Johann Georg Eccarius
Johann Georg Eccarius (* 23. August 1818 in Friedrichroda im Herzogtum Sachsen-Gotha-Altenburg; † 5. März 1889 in London) war deutscher Schneider, führendes Mitglied des Bundes der Kommunisten und der Internationalen Arbeiterassoziation.

## Leben

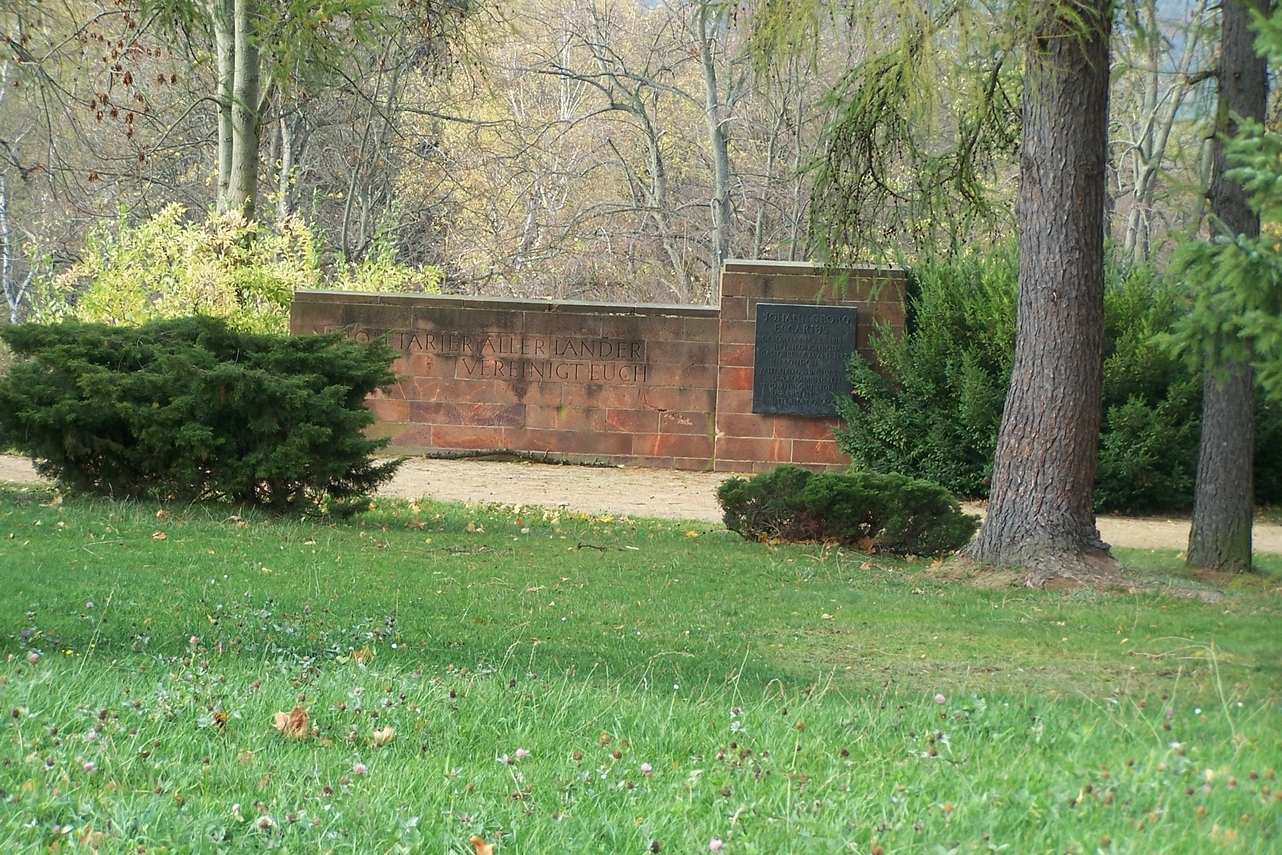
Das in der DDR-Zeit errichtete Eccarius-Denkmal im Kurpark Friedrichroda

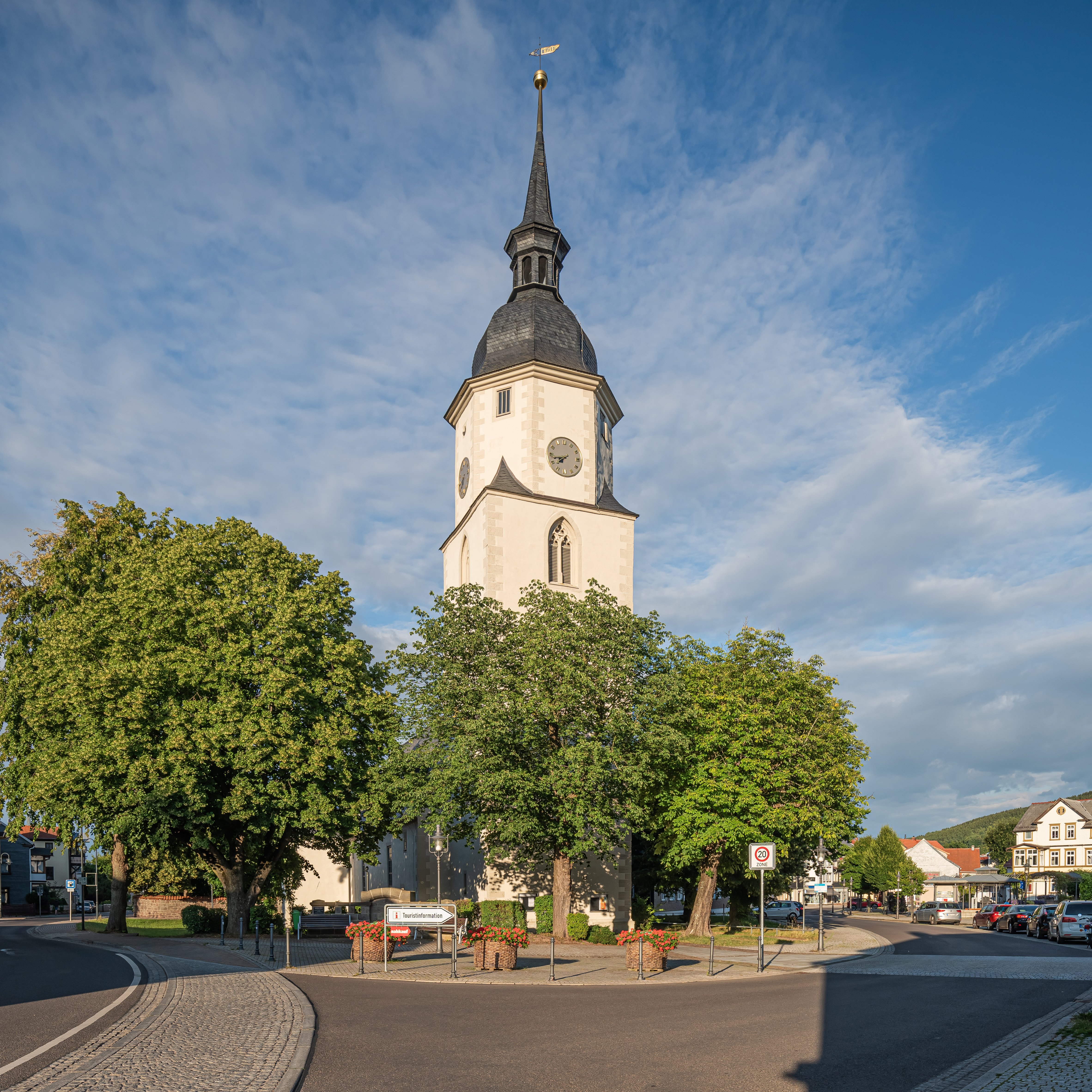
Sankt-Blasius-Kirche in Friedrichroda. Hier wurde Eccarius am 1. September 1818 getauft und Ostern 1832 konfirmiert.

Johann Georg Eccarius war der Sohn des Schneiders Johann Heinrich Eccarius (* 21. April 1776; † 1844) und seiner Frau Henriette Sophie Maria, geb. Stolz (* 14. Juli 1774; † 1845). Er war das vierte Kind seiner Eltern. Am 1. September 1818 wurde er durch den Pfarrer Engelhard getauft. Seine Geschwister waren Johann Friedrich Eccarius (* 15. März 1804), Anna Catharina Eccarius (* 15. April 1808; † 1813); Anna Barbara Eccarius (* 3. Juni 1815; † 1879); Barbara Elisabetha Eccarius (* 5. Juni 1821; † 1890) und Johann Friedrich Eccarius (* 26. Mai 1823). Er wurde Ostern 1832 vom Pfarrer Carl Ludwig Mothschiedler konfirmiert. Eccarius besuchte nach der Konfirmation die „Sonntags- und Gewerbeschule für confirmirte Knaben“ in seiner Heimatstadt und erlernte den Beruf eines Schneiders. Vom Militärdienst wurde Eccarius „wegen Leibesgebrechen oder Krankheit […] für den Felddienst als untauglich“ eingestuft. Im Jahr 1839 begann er die obligatorische Gesellenwanderung. In Hamburg wurde er Mitglied des dortigen Arbeiterbildungsvereins, dort stand er vor allem unter dem Einfluss des utopisch-kommunistischen Kreises um Wilhelm Weitling. Hier lernte er auch Friedrich Leßner kennen. Leiter des Hamburger Arbeiterbildungsvereins waren Joachim Friedrich Martens und Georg Gottlieb Schirges. Eccarius ging Anfang 1846 nach London und wurde dort Anfang 1847 Mitglied des kommunistischen Arbeitervereins und des Bundes der Gerechten. Seit 1847 war er ein führendes Mitglied des Bundes der Kommunisten. Am 18. Juni 1848 schrieb Eccarius im Auftrag der Kreisbehörde London des Bundes der Kommunisten an deren Zentralbehörde in Köln: „Im B[und] selbst war masn außerordentlich gespannt und doskutierte über nichts anderes als über die französische und deutsche Revolution; über die französische Republik und die Tagespolitik überhaupt“.
„An die Mitglieder des Arbeitervereins in Köln […] Unsere Feinde, die Männer des Geldsacks und ihre Verbündeten, haben sich schon lange direkt oder indirekt vereinigt, um sich leichter gegen diejenige Klasse der menschlichen Gesellschaft zu vertheidigen, die Tag für Tag ausgebeutet wird; sie haben sich gegen die verschworen, auf deren Schultern die ganze Last der Staaten liegt, gegen die, die Alles produziren und von deren Schweiß und Blut die Reichen ihre Paläste bauen und in Luxus und Schwelgerei leben. Es ist demnach hohe Zeit, daß auch wir, die Arbeitenden, uns vereinigen, um gegen unsere Feinde zu gehen und das Joch der schändlichsten Sklaverei abzuschütteln, die Vormundschaft, die seit geraumer Zeit über uns regirt hat, muß aufhören, wir können und dürfen unsere eigenen Angelegenheiten nicht mehr vertrauensvoll in andere Hände legen, wir müssen selbstständig werden und unsere Sache selbst ordnen, das Interesse der arbeitenden Klassen muß zum Staatsinteresse erhoben werden und um dieses thun zu können, muß das Proletariat die herschende Parthei im Staate werden und den alten gesellschaftlichen Zustand umstürzen, dieses Ziel kann aber auf keine andere Weise erreicht werden als dadurch, daß sich die Arbeiter aller Länder vereinigen und den gemeinsamen Feind bekämpfen; es ist deshalb nicht genug, daß wir uns in einzelnen Städten vereinigen und getrennt von allen übrigen Lokalitäten auf unser Ziel los gehen, die Vereine, welche an verschiedenen Orten bestehen, müssen in regelmäßige Korrespondenz mit einander treten, damit überall nach einem gemeinsamen Plane gewirkt werden kann. […] Im Auftrag der Bildungs=Gesellschaft für Arbeiter in London, J. G. Eccarius, Schreiber.“
Auch der neuen Zentralbehörde des Bundes von 1849 gehörte er an. Ab 1850 war er publizistisch tätig. 1860 überstand er auch eine schwere Tuberkuloseerkrankung und wurde von Karl und Jenny Marx gepflegt.
Nach der Auflösung des Bundes der Kommunisten gehörte Eccarius zu den führenden Mitgliedern des „Neuen Arbeiter-Vereins“. Auf Vorschlag von Karl Marx saß Eccarius am 28. September 1864 Präsidium der Gründungsversammlung der International Working Men’s Association (IAA) und wurde deren Vize-Präsident. Neben Karl Marx, William Randal Cremer, Friedrich Leßner und Carl Pfänder war er einer der aktivsten Mitglieder im Generalrat der Internationalen Arbeiterassoziation. Am 18. September 1867 widmete Karl Marx „Seinem Georg Eccarius“ ein Exemplar der Erstausgabe von Das Kapital. nahm an allen Kongressen und Delegiertenkonferenzen der Internationale teil. Als Abgesandter der Ersten Internationalen nahm er 1868 in Nürnberg am Vereinstag Deutscher Arbeitervereine teil, der sich insbesondere unter dem Einfluss von August Bebel und Wilhelm Liebknecht für den Anschluss an die Internationale aussprach. Eccarius war Mitarbeiter der Zeitung Demokratisches Wochenblatt. 1869 besuchte er seine Schwestern in Thüringen.
Im Mai 1872 kam es im Generalrat der IAA zu Meinungsverschiedenheiten um Victoria Woodhulls New Yorker „Sektion 12“ der IAA zwischen Eccarius, Karl Marx, Friedrich Engels und der Mehrheit des Generalrats. Mit Eccarius stimmte nur John Hales überein.
Nach den Haager Kongress der IAA war er vorwiegend für die englischen Gewerkschaften tätig und Sekretär der Londoner Schneidergewerkschaft „City Tailors“. 1872 nahm er die britische Staatsbürgerschaft an. Im September 1873 war er Teilnehmer des Genfer Kongresses der bakunistischen Internationale. Er starb am 5. März 1889 an den Folgen einer Bronchitis.

## Werke
- An die Mitglieder des Arbeitervereins in Köln. In: Zeitung des Arbeiter-Vereines zu Köln. Nr. 7 vom 4. Juni 1848
- Der Kampf des Großen und des Kleinen Kapitals oder Die Schneiderei in London. In: Neuen Rheinische Zeitung. Politisch-ökonomische Revue. Hamburg 1850 Heft 5/6 (Mai – Oktober 1850) Digitalisat
- A working tailor: The working tailors of London. In: The Red Republican. Ed. by George Julian Harney. London. Vol. 1. Nr. 22 und 23 vom 16. und 23. November 1850
- The Last Stage of Bourgeois Society. In: The Friend of the People. Ed. by George Julian Harney. London. Nr. Nr. 4 bis 7 vom 4. Januar bis 25. Januar 1851[14]
- The discernement of a Manchester school philosopher. In: The Friend of the People. Ed. by George Julian Harney. London. Nr. 9 vom 8. Februar 1851
- The Well-Being of the Working Classes. In: Notes of the People. Ed. by Ernest Jones. London Nr. 22 vom 27. September 1851[15][16]
- A Review of the Literature on the Coup d'Etat [Teil 1 bis 8]. In: Notes of the People. Ed. by Ernest Jones. London Nr. 21 bis 33 vom 25. September bis 18. Dezember 1852[17]
- The State of France [I. bis III.]. In: The People's Paper, the champion of political justice and universal right. Ed. by Ernest Jones. London Nr. 63 bis 65 vom 16. Juli bis 30. Juli 1853[18]
- Eine russische Niederlage – Aberdeens Friedenspredigt – Die englische Arbeiterbewegung. In: Die Reform. New York Nr. 103 vom 8. Dezember 1853[19]
- Arbeiterverhältnisse in England. In: Die Reform, New York Nr. 121 und 123 vom 29. und 31. Dezember 1853
- Die Presse und der Streik. In: Das Volk. London Nr. 16 vom 20. August 1859
- Zur Reformfrage. I und II. In: Das Volk. London Nr. 13 vom 30. Juli 1860
- The commonwealth. Organ of the reform movement. A journal of political, social, economical, and literary intelligence. Hrsg. von George Odger und Johann Georg Eccarius. Industrial Newspaper Co, London 1866–1867
- Congress of working men. In: The Times. London Nr. 25593 vom 3. September 1866
- A working man's refunction of some points of political economy endorsed and advokated by John Stuart Mill, Esq., M. P. In: The Commonwealth. The organ of the reform movement. London Nr. 192 bis 211 vom 17. November 1866 bis 23. März 1867[20]
- Die Schneiderei in London, oder: Der Kampf des großen und kleinen Kapitals. In: Demokratisches Wochenblatt. Nr. 2, 3, 4, 5 und 7 (1868) sowie Beilage Nr. 24, Beilage Nr. 25 und Beilage Nr. 26 (1869).[21]
- Eines Arbeiters Widerlegung der national-ökonomischen Lehren John Stuart Mill's. Albert Eichhof, Berlin 1869 Digitalisat
- B. Lucraft, John Weston, J. George Eccarius, Hermann Jung: Die Aussperrung der Bauarbeiter in Genf. Der Generalrath der Internationalen Arbeiterassoziation an die Arbeiter und [sic] Arbeiterinnen in Europa und den Vereinigten Staaten. London, den 5. Juli 1870. Cooperativ-Buchdruckerei, Genf 1870
- The International Working Men's Association. In: The Times, London Nr. 27205 vom 27. Oktober 1871
- The hours of labour. A paper read at the Century Club, under the auspices of the Labour Representation League. At the Office of the Labour Representation League, London 1872
- An English International Congress. In: The Times vom 28. Januar 1873
- Der Kampf des Großen und des kleinen Kapitals oder Die Schneiderei in London. Genossenschafts-Buchdruckerei, Leipzig, 1876.[22]
- Eines Arbeiters Widerlegung der national-ökonomischen Lehren John Stuart Mill's. Verlag der Volksbuchhandlung, Hottingen-Zürich 1888 (Sozialdemokratische Bibliothek 21).